# Новопокровське (Україна)
Новопокро́вське — село Очеретинської селищної громади Покровського району Донецької області, в Україні. Населення становить 64 осіб.

## Загальні відомості
Відстань до райцентру становить близько 31 км і проходить автошляхом місцевого значення.

## Населення
За даними перепису 2001 року населення села становило 64 особи, з них 73,44 % зазначили рідною мову українську та 26,56 %— російську.